# Lavička Allschlaraffia
Lavička Allschlaraffia, původního názvu Allschlaraffia Bank, je jednou z historických kamenných lavic v Karlových Varech. Byla postavena na památku stoupenců myšlenky Allschlaraffie. Nachází se za letním kinem v jihovýchodní částí města.

## Spolek Allschlaraffia

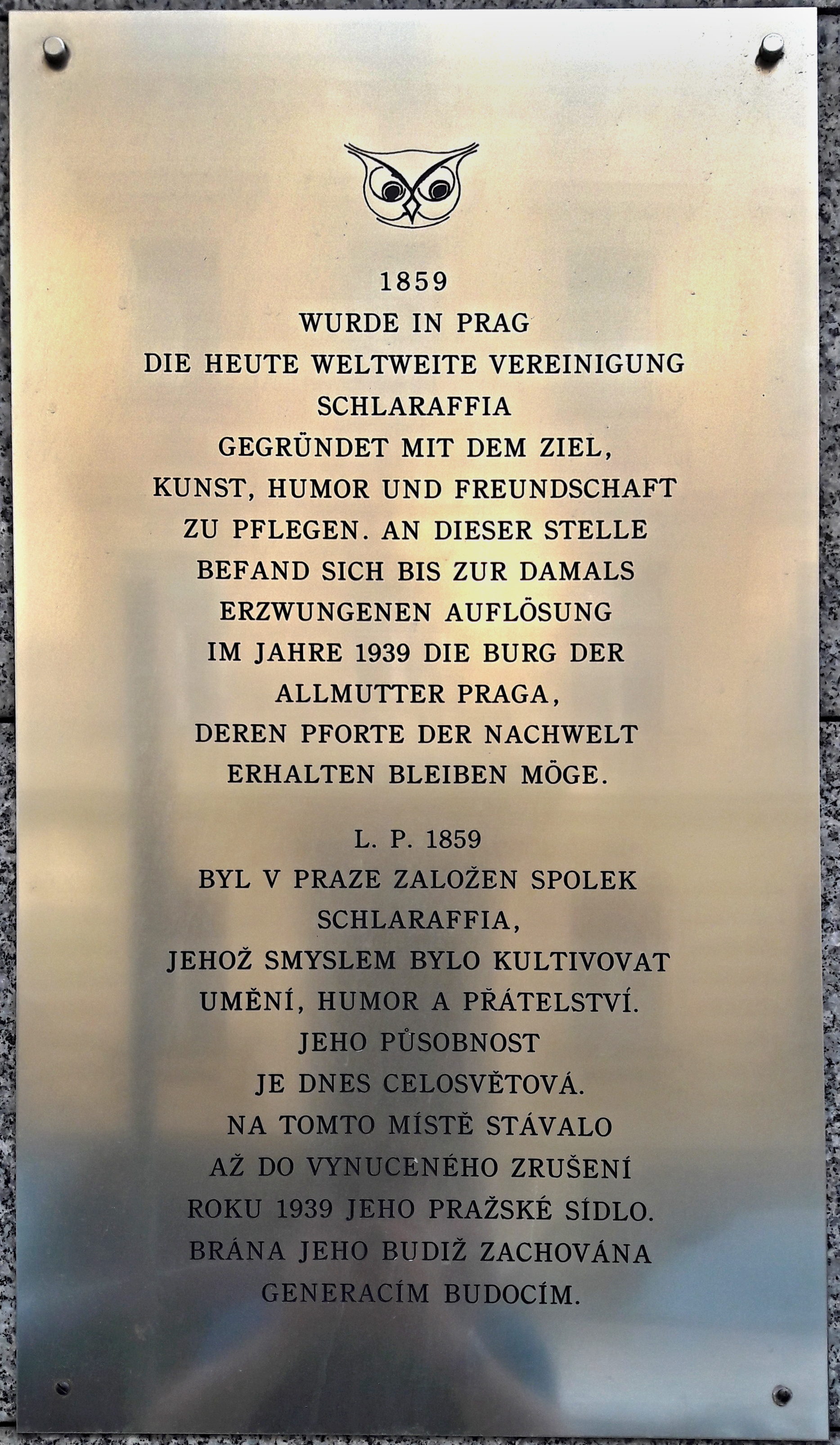
Pamětní deska založení spolku Schlaraffia, Štěpánská 38, Praha

V roce 1859 se z pražského spolku Arcadia, který sdružoval německé umělce a příznivce umění, oddělilo nové sdružení s názvem Allschlaraffia. Tento spolek se snažil podle přesně vymezených pravidel kultivovat umění, humor a přátelství. Symbolem spolku je výr symbolizující moudrost. Na vlajce byla uvedena slova „Geselligkeit, Kunst und Humor“ (česky „Družnost, umění a humor“):
Geselligkeit – Kunst – Humor

Postupem času vznikla pobočka i v Karlových Varech. Není přesně známo, kdy se stoupenci myšlenky Allschlaraffie počali scházet, než ale spolek (Reych) vznikl, scházeli se po dlouhý čas ve sklepě domu Nürnberger Hof (nyní Moravská 8, č. p. 239), kde se během lázeňské sezóny setkávali se stoupenci téže věci jak z Českých zemí, tak ze zahraničí. Z tohoto „polního ležení“ (Feldlager), jak nazývali Karlovarští místo svých schůzek, se postupně vyvinula „kolonie“ (Colonie). Spolek byl pak oficiálně uznán v roce 1920 pod jménem Caroli Thermae (Reych 206). V souvislosti s tímto povýšením se v Karlových Varech téhož roku ve dnech 8. až 12. září konal IX. všespolkový koncil za účasti zástupců ze Šanghaje, San Franciska, New Yorku, Chicaga, Zürichu, Bernu a mnoha měst v Čechách, Německu, Rakousku, Maďarsku, Jugoslávii, Rumunsku, Polsku, Itálii, Holandsku a Lotyšsku. V upomínku na toto setkání byla dne 11. září 1920 na Goethově stezce umístěna pamětní deska, která však byla později odstraněna. Pravděpodobně k tomu došlo krátce po druhé světové válce, kdy národnostní averze nových osídlenců byla vůči památkám německé kultury tolik nerozumná, že zasáhla i objekty zcela nevinné.

## Historie lavičky
Mnozí členové spolku Allschlaraffia jezdívali na léčení do karlovarských lázní. Za úspěšnou léčbu se rozhodli projevit lázeňskému městu vděčnost a nechat zde postavit reprezentativní kamennou lavičku. Místo bylo vybráno na okraji lesa nad Poštovním dvorem, odkud byl výhled na údolí řeky Teplé. V roce 1934 byla mezi členy zorganizována sbírka, jejíž výtěžek byl dostačující pro zřízení lavičky.
Spolek Caroli Thermae měl tehdy ve svých řadách na 60 vlivných osob. V lednu 1935 požádal ředitel lázeňského úřadu Rudolf Gitschner, který byl rovněž členem spolku Allschlaraffia (jménem Rolph der Frauenkäser), městskou radu o povolení. Rada postoupila žádost uměleckému a divadelnímu výboru, který ji prostřednictvím svého předsedy Engelberta Hory doporučil. Dne 8. února 1935 byl zástupce karlovarské Allschlaraffie v této záležitosti, bankovní ředitel ve výslužbě Otto Kreisl (spolkovým jménem Filou in allen Gassen), uvědoměn starostou města Antonem Schreitter-Schwarzenbergem (spolkovým jménem Nih´l admirali der Stoiker), že žádost na uvedeném místě byla schválena. Nedlouho poté byla lavička postavena.
Po válce chátrala a zarostla lesem. Na konci 50. let byl před ní postaven areál letního kina, čímž se vytratil jeden z původních záměrů pro výběr právě tohoto místa, výhled do údolí řeky Teplé. V roce 2000 ji opravila a okolí znovu zpřístupnila společnost Lázeňské lesy Karlovy Vary a lavička i nadále nabízí příjemné posezení na kraji lesa.

## Popis lavičky
Dlouhá kamenná lavička s dřevěným sedadlem a opěrkou stojí na okraji lázeňských lesů poblíž Schwarzenbergova pomníku téměř v těsné blízkosti plotu, který ohraničuje areál chátrajícího letního kina (stav rok 2023).